# Élections en Vaucluse
Le Vaucluse est le plus petit des départements de la région Provence-Alpes-Côte d'Azur. La préfecture du département est Avignon.

## Liste des scrutins par année

### 2020
- Élections municipales de 2020 en Vaucluse

### 2017
- Élections législatives de 2017 en Vaucluse

### 2015
- Élections départementales de 2015 en Vaucluse
- Élections régionales de 2015 en Provence-Alpes-Côte d'Azur

### 2014
- Élections municipales de 2014 en Vaucluse
- Élections européennes de 2014 dans le Sud-Est
- Élections sénatoriales de 2014 en Vaucluse

### 2012
- Élections législatives de 2012 en Vaucluse

### 2011
- Élections cantonales de 2011 en Vaucluse

### 2010
- Élections régionales de 2010 en Provence-Alpes-Côte d'Azur

### 2009
- Élections européennes de 2009 dans le Sud-Est

### 2008
- Élections municipales de 2008 en Vaucluse
- Élections cantonales de 2008 en Vaucluse

### 2007
- Élections législatives de 2007 en Vaucluse

### 2004
- Élections cantonales de 2004 en Vaucluse
- Élections sénatoriales de 2004 en Vaucluse
- Élections régionales de 2004 en Provence-Alpes-Côte d'Azur
- Élections européennes de 2004 dans le Sud-Est

### 2002
- Élections législatives de 2002 en Vaucluse

### 2001
- Élections municipales de 2001 en Vaucluse
- Élections cantonales de 2001 en Vaucluse

### 1999
- Élections européennes de 1999 en Vaucluse

### 1998
- Élections régionales de 1998 en Provence-Alpes-Côte d'Azur
- Élections sénatoriales de 1998 en Vaucluse

### 1997
- Élections législatives de 1997 en Vaucluse

### 1993
- Élections législatives de 1993 en Vaucluse

### 1989
- Élections sénatoriales de 1989 en Vaucluse